# RMR
Le Ruger Manurhin  ou RMR est un modèle de révolver destiné à remplacer le Manurhin MR 73 jugé trop cher par la police nationale française. Les policiers français l'ont utilisé dans les années 1980. 

## Description
Pour produire un revolver d'un coût plus abordable que le MR73, Manurhin a signé un accord avec Ruger, spécialiste des carcasses coulées par micro fusion, un procédé moins coûteux que la fabrication par usinage de blocs d'acier forgé. Cette arme fut le RMR ou Ruger Manurhin, qui comportait une carcasse et un mécanisme Ruger, les autres composants étant fabriqués par Manurhin, canon, barillet, etc. Les Manurhin Spécial Police furent entièrement produits en France.

## Variantes
Il donna naissance aux Manuhrin Spécial Police, identique mais produit seulement par Manurhin, puis au Manurhin MR 88. Ces trois revolvers ont été utilisés dans la police française.

## Données techniques du RMR
- Mécanisme : double action.
- Calibre : .357 Magnum/.38 Special.
- Longueur : 20,7 cm à 22,3 cm selon la longueur du canon.
- Longueur du canon : de 7,4 cm à 10,2 cm.
- Poids non chargé : 0,94 kg à 1,005 kg selon la longueur du canon.
- Capacité : 6 coups.

## Sources
- D. André, Les Armes de la Police nationale, Histoire & Collection, 2012.
- Les Armes de Poing de L'Armee française 1858-2004	par J. Huon & E. Medlin, Editions    Crepin Leblond, Avril 2005.
- Revolvers & pistolets automatiques français	par Daniel Casanova, Etai, Septembre 2015.
- J. Huon, Les Armes des Polices Françaises, tome 1, Crépin-leblond, 2014.